# UBSC Raiffeisen Graz
| UBSC Raiffeisen Graz | UBSC Raiffeisen Graz                                                  |
| -------------------- | --------------------------------------------------------------------- |
| Logo UBSC Graz       |                                                                       |
| Vereinsdaten         |                                                                       |
| Anschrift:           | UBSC Union Basket Sport Club Graz Webern Gaußgasse 3 8010 Graz        |
| Website:             | www.ubsc-graz.at                                                      |
| Gründungsjahr:       | 1956 (offizielles Gründungsdatum) 1977 (Fusion von BUG und UBBC Graz) |
| Liga:                | win2day Basketball Superliga                                          |
| Obmann:              | Johannes Simenko                                                      |
| Obmann Stv.          | Michael Fuchs                                                         |
| General Manager:     | Michael Fuchs                                                         |
| Trainer:             | Ervin Dragšič                                                         |
| Spielstätte:         | Raiffeisen Sportpark Graz, Unionhalle Graz                            |
| Dressenfarben:       | Heimspiele: gelb Auswärtsspiele: blau                                 |
| Verband:             | Sportunion                                                            |

UBSC Raiffeisen Graz ist ein Basketballverein aus Graz in der Steiermark. Der Verein in der jetzigen Form entstand 1977 aus der Fusion von BUG und UBBC Graz, die offizielle Gründung fand am 21. Jänner 1956 statt. Seit der Saison 2007/08 spielt der UBSC Graz wieder in der höchsten Spielklasse im österreichischen Basketballsport. Die Heimspiele des Vereins werden im Raiffeisen Sportpark Graz ausgetragen.

## Geschichte
Nach mehreren Jahren in der 2. Bundesliga stieg der Verein zur Spielzeit 2007/08 wieder in die Bundesliga auf. Von der Saison 2003/04 bis 2009/10 war der UBSC Raiffeisen Graz auch mit einer Damenmannschaft in der AWBL vertreten.
In der Saison 2012 war der UBSC Raiffeisen Graz Cupfinalist im Chevrolet Cup Final Four, unterlag aber den Swans Gmunden. Der UBSC Graz beendet die Saison 2016/17 auf dem 8. Platz mit sieben Siegen und 25 Niederlagen (22 % Siegquote).
Im April 2017 gab der Verein den Rücktritt des Trainers Lluis Pino Vera bekannt. Neuer Trainer wurde Markus Gallé, der gleichzeitig Trainer des Grazer Damenteams UBI Graz war. Zum ersten Mal in der Vereinsgeschichte spielte der UBSC im Alpe Adria Cup, einem internationalen Bewerb mit Gegnern aus Kroatien, Slowenien, Tschechien und der Slowakei.
Am 20. Juli 2018 stellte Manager Michael Fuchs den Slowenen Miloš Šporar als neuen Headcoach für die Saison 2018/19 vor. Šporar blieb ein Jahr, sein Nachfolger wurde am 18. Juni 2019 bekannt gegeben: Ervin Dragšič übernahm das Traineramt und kehrte damit an eine alte Wirkungsstätte zurück, denn er arbeitete bereits von 2013 bis 2015 in Graz auf diesem Posten.
Ende Jänner 2020 wurden fünf Spieler des UBSC wegen des Verdachts, zwecks Wettbetrug Spiele der eigenen Mannschaft verschoben zu haben, festgenommen. Laut Einschätzung der Liga gab es auf Seiten der UBSC-Führung in dieser Sache „keine Verfehlungen“. Der Verein hatte selbst Anzeige gestellt. Die beschuldigten Spieler zeigten sich größtenteils geständig.
Unter Trainer Ervin Dragsič erreichte Graz zwischen 2019 und 2022 jeweils die Meisterschaftsrunde, 2022 sicherte sich die Mannschaft das Recht, in einem Europapokalbewerb anzutreten, verzichtete darauf aber aus wirtschaftlichen Gründen. 2024 wurde man Zweiter der österreichischen Meisterschaft, in der Endspielserie war man den Oberwart Gunners unterlegen.

## Nachwuchsarbeit
Der Verein unterhielt bis zur Saison 2009/10 Nachwuchsmannschaften für Buben und Mädchen ab acht Jahren durchgängig in allen Altersstufen (MIXU10, MIXU12, WU14, MU14, WU16, MU16, WU18, MU18, WU22, MU22). Mit dieser Palette werden österreichische sowie steirische Meisterschaften bestritten.
Im Jahre 2004 wurde der Verein vom Basketballmagazin Fullcourtpress zum besten Nachwuchsbasketballverein Österreichs der Saison 2003/04 ausgewählt. Nach einem Punktesystem wurden die Anzahl der Erfolge in der ÖMS (Österreichische Meisterschaft) und die Anzahl der Mannschaften gewertet.
Der Vorstand des UBSC Graz entschied sich in der Saison 2017/18, die Jugend wirtschaftlich und organisatorisch vom Bundesliga-Verein abzukoppeln.
Die Jugendabteilung erhielt den Namen UBSC Juniors Graz. Unter der Leitung von Dr. Mike Zaunschirm und dem sportlichen Leiter Edvin Brkic wurden in der Saison 2018/19 rund 120 Jugendliche von ausgebildeten Trainern betreut.
Die U14-Nachwuchsmannschaft wurde in der Saison 2016/17 steirischer Landesmeister und österreichischer Staatsmeister und die U19 Steirischer Landesmeister und österreichischer Vizemeister.
Der finanzielle Aufwand in der Nachwuchsarbeit wurde 2017 mit etwa 100.000 Euro pro Jahr angegeben.
Ab der Saison 2010/11 verfügte der Verein über keine weiblichen Mannschaften mehr. Die Spielerinnen wurden großteils von den beiden neu gegründeten Damenbasketballvereinen UBI Graz und DBBC Graz übernommen.